# Aristide Hignard
Jean Louis Aristide Hignard (Nantes, 1822 - Vernon, 1898) va ser un compositor francès del romanticisme.
Fou deixeble de Halévy en el Conservatori de París, i aconseguí el 1850 el segon Prix de Rome. El 1851 presentà a Nantes la seva primera obra, l'òpera còmica Levisionnaire, i després estrenà a París, quasi sempre amb èxit:
- Collin-Maillard (1853):
- Les compagnons de Marjolaine (1855);
- L'auberge des Ardennes (1860);
- Monsieur de Chimpanzé; Le nouveau Pourceaugnac (1860);
- Les musiciens de l'orchestre (1861) i una tragèdia lírica, (Nantes, 1888), que es diferencia de les seves altres obres i demostra en el seu autor un temperament apassionat i un tècnic profund. En col·laboració amb Léo Delibes i Jules Erlanger.[1]

També deixà dues sèries de Valsos per a piano, melodies vocals i cors. Fou el mestre de Chabrier.